# Quercus floribunda
Quercus floribunda là một loài thực vật có hoa trong họ Cử. Loài này được Lindl. ex A.Camus miêu tả khoa học đầu tiên năm 1935.